# Early 1970
"Early 1970" es una canción de Ringo Starr , lanzada como el lado B de "It Don't Come Easy" en abril de 1971. Se inspira en la reciente ruptura de The Beatles , y su deseo de continuar haciendo música con sus excompañeros de banda, Paul McCartney , John Lennon y George Harrison.
La canción fue escrita con el título "When Four Knights Come To Town" y la primera registrada durante las sesiones del álbum Plastic Ono Band de John Lennon (en la que Starr tocó la batería) en octubre de 1970. La canción se terminó posteriormente con George Harrison quien produjo y contribuyó con guitarra.
Allen Klein (el gerente de Ringo, George y John) sugirió que se invitara a Paul para participar en la grabación de la canción, pensando que si lo hacía sería socavar cualquier iniciativa legal que hizo para salir de los Beatles. Tal colaboración no se llevó a cabo y McCartney presentó una demanda ante el Tribunal Supremo para disolver la sociedad de los Beatles en diciembre de 1970.

## Letra
Las cuatro estrofas de la canción se refieren a cada uno de los Beatles.  El primero refleja la tensa relación de Ringo con Paul, quien en ese momento estaba tratando de dejar los Beatles y Apple.  Los versos segundo y tercero reflejan sus relaciones mucho más cálido, con John y George, mientras que el último verso se burla de sus propios defectos musicales.

## Créditos
- Ringo Starr: Guitarra acústica, piano, batería y voz.
- George Harrison: Guitarra, bajo y coros.